# Viveca Lindfors (kunstschaatsster)
Viveca Lindfors (Helsinki, 30 januari 1999) is een Fins voormalig kunstschaatsster.

## Biografie
Lindfors is de tweede uit een gezin van vijf. Haar jongere zussen en haar jongere broer hebben eveneens aan kunstschaatsen gedaan, terwijl haar oudere broer een ijshockeyspeler was. Zelf begon ze in 2004 met kunstschaatsen.
Haar overstap van de junioren naar de senioren was met het veroveren van NK-brons direct een succes. Door fysieke ongemakken - Lindfors had in 2016 rugklachten en heeft last van hartklachten - behaalde ze echter uiteenlopende resultaten. Zo werd ze in 2016 knap achtste op de Europese kampioenschappen en eindigde ze het jaar erop op een teleurstellende 23e plek. Lindfors heeft drie keer deelgenomen aan de WK voor junioren, vier keer aan de EK en twee aan de WK. Ze won in 2019 brons op de EK.
Lindfors beëindigde door de rugklachten in 2020 haar sportieve carrière en besloot te gaan studeren aan de Universiteit van Turku.

## Persoonlijke records
Behaald tijdens ISU wedstrijden. 
|                     | punten | datum      | toernooi         |
| ------------------- | ------ | ---------- | ---------------- |
| Hoogste totaalscore | 194.40 | 25-01-2019 | EK               |
| Hoogste korte kür   | 065.61 | 23-01-2019 | EK               |
| Hoogste lange kür   | 129.50 | 07-10-2018 | Finlandia Trophy |

## Belangrijke resultaten
| Kampioenschap           | 13/14 | 14/15 | 15/16 | 16/17 | 17/18  | 18/19  | 19/20  |
| ----------------------- | ----- | ----- | ----- | ----- | ------ | ------ | ------ |
| Wereldkampioenschap     |       |       | 20e   |       | 16e    | t.z.t. |        |
| Europees kampioenschap  |       |       | 8e    | 23e   | 14e    | Brons  |        |
| Nationaal kampioenschap |       | Brons | 4e    | Brons | Zilver | Goud   | t.z.t. |
| WK junioren             |       |       | 25e   | 14e   | t.z.t. |        |        |
| NK junioren             | Brons |       |       |       |        |        |        |

t.z.t. = trok zich terug